# Una mujer con pasado
Una mujer con pasado o La Venus Azteca es una película musical mexicana de 1949 escrita y dirigida por Raphael J. Sevilla y protagonizada por Meche Barba y Gustavo Rojo.

## Argumento
Soledad (Meche Barba), una chica honesta y trabajadora, abandona por amor a su familia y se queda sola, hundida en la ignominia y el desprestigio después de haber dado al perverso Jorge (Rafael Banquells), la "prueba de amor". Sola en la vida, Soledad trabajará y triunfará como bailarina de cabaret con el mote de "La Venus Azteca". Soledad se instala como gran señora en el barrio de Coyoacán, en la Ciudad de México. Soledad comienza a ser cortejada por varios hombres, entre ellos un músico llamado Federico (Gustavo Rojo) y un ranchero llamado Miguel (Roberto Cañedo). Lamentablemente para Soledad, el ser una "mujer manchada" le daba pocas probabilidades de rehacer su vida. Una noche, en la celebración de la fiesta de fin de año, Soledad se reencuentra con Jorge, quién ahora va acompañado de su esposa, y decide coquetear con él como venganza. Esa noche, Soledad se entrega a Roberto (Manuel Calvo), otro de sus pretendientes. Por desgracia, Roberto parte a Nueva York, dejándola sola. Florita (María Conesa), otra estrella del cabaret, intenta convencerla de que acepte los galanteos de un millonario casado. Soledad acepta. Resentida con los hombres, Soledad se aprovechará de la fortuna de su nuevo enamorado.

## Reparto
- Meche Barba ... Soledad "La Venus Azteca".
- Gustavo Rojo ... Federico.
- Rafael Banquells ... Jorge.
- María Conesa ... Florita
- Roberto Cañedo ... Miguel
- Manuel Calvo ... Roberto
- Eduardo Casado ... Luis
- José Baviera ... Padrino
- Manolo Noriega ... Abuelo de Soledad
- Kiko Mendive ... Intervención musical
- Nora Veryán ... Marta

## Comentarios
Película basada en el cuento La Venus Azteca de Ladislao López Negrete. La rumbera mexicana Meche Barba encarna a una mujer libertina y sin moral, por gusto propio, que pretende regenerarse por el recuerdo de un ser querido, ya muerto. Meche Barba solía afirmar que odiaba el mote de "Venus Azteca" que llevaba el personaje.